# محمد تقي بهار
محمد تقي بهار (بالفارسية: محمد تقى بهار) (1302 هـ - 1370 هـ / 1884م - 1951م)، شاعر إيراني يلقب بملك‌ الشعراء. له دواوين مطبوعة، كما عمل على تحقيق بعض الآثار الأدبية.

## وصلة خارجية
- محمد تقي بهار على موقع الموسوعة البريطانية (الإنجليزية)
- محمد تقي بهار على موقع ميوزك برينز (الإنجليزية)

- بهار - مؤسسة جائزة عبد العزيز سعود البابطين للإبداع الشعري.